# Công dân kỹ thuật số
Một công dân kỹ thuật số (tiếng Anh: Digital citizen) là người có kỹ năng sử dụng công nghệ thông tin để giao tiếp với người khác, tham gia vào các hoạt động xã hội, kinh doanh và chính trị trên nền tảng kỹ thuật số. Công dân kỹ thuật số là một thành phần của công dân toàn cầu, họ cần có trách nhiệm, đạo đức với hành vi của mình trên nền tảng kỹ thuật số và sử dụng công nghệ để thúc đẩy kết nối cộng đồng trên toàn cầu và cùng nhau chia sẻ thông tin. Công dân kỹ thuật số là người có kỹ năng, kiến thức và có thể truy cập Internet thông qua máy tính, điện thoại di động và các thiết bị kỹ thuật số khác để tương tác với cá nhân, tổ chức và cộng đồng.
Đối tượng của công dân kỹ thuật số có thể là bất kỳ ai: một đứa trẻ, thanh thiếu niên hoặc người lớn, không giới hạn về giới tính, độ tuổi, sắc tộc, tôn giáo và nơi sống.
Công dân kỹ thuật số đóng vai trò như những người lãnh đạo, người học và người sáng tạo để tạo nên sự phong phú về nội dung, kiến thức và thông tin trên nền tảng kỹ thuật số. Đây là một cách hiệu quả để tạo nên nguồn thông tin đa dạng và giúp mọi người cập nhật thông tin kịp thời trong một thế giới luôn thay đổi như hiện nay.
Công dân kỹ thuật số tồn tại giúp thúc đẩy các cơ hội kinh tế bình đẳng và tăng cường sự tham gia chính trị của tất cả mọi người. Bằng cách này, công nghệ kỹ thuật số giúp hạ thấp các rào cản gia nhập và giúp mọi người trên toàn thế giới đều có thể tham gia với tư cách là một công dân trong xã hội.

## Hành vi của công dân kỹ thuật số
Khái niệm công dân kỹ thuật số bắt đầu hình thành khi kỷ nguyên của thời đại số bùng nổ vào năm 1990. Kỷ nguyên này mở ra giúp mọi người trên toàn thế giới có thể kết nối với nhau thông qua các thiết bị kỹ thuật số. Phát minh gây bùng nổ kỷ nguyên số là nền tảng giao diện website, bắt đầu xuất hiện vào năm 1991. Nền tảng này giúp mọi người có thể dễ dàng kết nối với nhau và truy cập thông tin mà không yêu cầu về chuyên môn về lập trình hay chuyên môn về khoa học kỹ thuật. Khi đó, người dùng chỉ cần nhập địa chỉ trang web là có thể truy cập các tin tức trên toàn thế giới. Nền tảng website "world wide web" ra đời đã mở ra một thời kỳ mới, khi mà khái niệm internet chỉ dược dùng cho các nhà khoa học có chuyên môn cao về công nghệ thì giờ đây, công dân trên toàn thế giới đều có thể sử dụng được.
Hành vi công dân kỹ thuật số bắt đầu từ những hành động đơn giản nhất như: đọc báo trực tuyến, tra cứu thông tin,...đến các hành động phức tạp hơn: tạo blog, sử dụng mạng xã hội, tham gia chia sẻ quan điểm trên các cộng đồng mạng, sử dụng nền tảng thương mại điện tử để mua bán hàng hóa trực tuyến hoặc ứng dụng kỹ thuật số vào quản lý doanh nghiệp và các hoạt động trong mô hình B2B (Doanh nghiệp đến doanh nghiệp) hoặc B2C (Doanh nghiệp đến người tiêu dùng),...Những hành vi này vượt ra ngoài hoạt động Internet đơn giản.
Năng lực ảnh hưởng của công dân kỹ thuật số trên nền tảng kỹ thuật số trong từng giai đoạn ngày càng được nâng cao. Qua đó, công dân kỹ thuật số không chỉ dừng lại ở việc tiếp nhận thông tin và tương tác đa chiều, tự tạo nội dung trên nền tảng kỹ thuật số mà còn có thể thực hiện các chức năng quan trọng hơn, tham gia vào các hoạt động chính trị, xã hội và phát triển kinh doanh.
Với từng giai đoạn phát triển của kỹ thuật số thì ảnh hưởng và cách thức tương tác của công dân kỹ thuật số trên nền tảng số cũng khác nhau:
- Giai đoạn Web 1.0 (1997-2005):  Đây là trang web tĩnh và công dân kỹ thuật số ở dạng bị động trên nền tảng kỹ thuật số và không thể tạo ra nội dung. Họ chỉ đọc thông tin, không thể đăng tải, chỉnh sửa nội dung khác, không thể tham gia bình luận, đóng góp ý kiến hay đánh giá những thông tin này, họ cũng không thể tương tác với các công dân kỹ thuật số khác. Tốc độ kết nối internet chậm chạp và thế giới online, offline tách rời với nhau.[6]
- Giai đoạn Web 2.0 (2005-2009): đây là trang web động, người dùng có thể tương tác được trên nền tảng kỹ thuật số. Mạng xã hội xuất hiện hình thành nên các mối quan hệ trên nền tảng kỹ thuật số và khả năng tương tác giữa các công dân kỹ thuật số dễ dàng hơn. Trong giai đoạn này, công dân kỹ thuật số có thể tự tạo profile, tương tác đa chiều với công dân kỹ thuật số khác. Tốc độ kết nối được cải thiện mạnh gấp 1000 lần so với giai đoạn được trước giúp khả năng truy cập được dễ dàng hơn.

Một số ứng dụng phần mềm khuyến khích sự tham gia đóng góp nội dung của công dân kỹ thuật số như:
1. Mạng xã hội: Các trang web như Facebook hoặc Myspace giúp mọi người xây dựng hay tùy chỉnh hồ sơ cá nhân của riêng mình. Cộng đồng có sự tham gia của nhiều công dân kỹ thuật số khác giúp họ dễ dàng liên lạc và kết nối với nhau hơn. Họ còn có thể tự tạo ra nội dung trên nền tảng này và chia sẻ đến mọi người.
2. Blogs: Các trang web giúp mọi người có thể chia sẻ những quan điểm, suy nghĩ, kiến thức và cập nhật những thông tin liên quan đến cuộc sống của họ trên nền tảng này.
3. Wikis: Trang web wikipedia như một bách khoa toàn thư mở giúp mọi người trên toàn thế giới có thể cộng tác với nhau để tạo ra nội dung. Tuy nhiên, không như các trang mạng xã hội, nội dung trên nền tảng wiki cần tuân thủ một số nguyên tắc nghiêm ngặt để nội dung đảm bảo chất lượng, có độ chính xác cao và mọi người có thể sử dụng được.
4. Các ứng dụng web, các phần mềm dưới dạng mã nguồn mở: Mã nguồn mở là những phần mềm được cung cấp dưới dạng mã và nguồn, không chỉ là miễn phí về giá mua mà chủ yếu là miễn phí về bản quyền. Người dùng có thể xem cách thức hoạt động của chương trình và thực hiện sửa đổi, cải tiến hoặc thậm chí xây dựng các ứng dụng mới dựa trên các chương trình trước đó.

- Giai đoạn Web 3.0 (2010+): Web 3.0 được sử dụng Internet để thực hiện các kết nối thông tin và chia sẻ dữ liệu. Cấu trúc của web 3.0 hướng về con người nhiều hơn web 2.0.[7] Với sự phát triển của nhiều công cụ tìm kiếm và với sự tham gia đông đảo của nhiều người dùng khiến cộng đồng kỹ thuật số trở nên lớn mạnh, lượng thông tin và dữ liệu trên nền tảng kỹ thuật số là vô cùng lớn. Web 3.0 trở thành một cố vấn hiểu rõ người dùng nhờ sự tích hợp và đồng bộ dữ liệu trên nhiều kênh khác nhau, các công cụ tìm kiếm gần như hiểu người dùng hơn. Điều này giúp quá trình tìm kiếm thông tin của người dùng trên Internet dễ dàng, cá nhân hóa hơn cho từng đối tượng khác nhau và trả về đúng các thông tin liên quan đến những từ khóa được tìm kiếm. Với Web 3.0, người dùng sẽ có một hồ sơ cá nhân trên internet duy nhất được ghi nhận dựa trên quá trình hoạt động trên các trình duyệt. Web 3.0 sẽ sử dụng hồ sơ này để tùy chỉnh cho phù hợp với mỗi trường hợp riêng biệt. Điều đó có nghĩa rằng, nếu hai người khác nhau thực hiện một hành động tìm kiếm với cùng một từ khóa trên cùng một công cụ tìm kiếm thì họ sẽ nhận được các kết quả khác nhau dựa trên hồ sơ của mỗi người.[8]
- Giai đoạn Web 4.0: Hay còn gọi là web di động, xuất hiện nhiều thiết bị kỹ thuật số di động (Smartphone, tablet,...)  nhờ đó mọi công dân kỹ thuật số có thể mang theo bên mình những thiết bị với tốc độ kết nối internet cực kỳ cao khiến họ dường như không thể tách rời giữa thế giới kỹ thuật số và thế giới thực. Ở giai đoạn này, mọi người có thể truy cập dịch vụ lưu trữ đám mây (cơ sở dữ liệu) trong không gian ảo thông qua Internet, tìm kiếm, truy xuất và quản lý dữ liệu.[9]
- Giai đoạn Web 5.0: Nói về sự tương tác (cảm xúc) giữa con người và thiết bị kỹ thuật số dựa trên trí tuệ nhân tạo. Sự tương tác này được thực hiện lặp đi lặp lại hàng ngày và trở thành thói quen của rất nhiều công dân kỹ thuật số. Web 5.0 còn dựa vào những dữ liệu sinh học (ví dụ như: thân nhiệt, nhịp tim, nhiệt độ, độ ẩm không khí,...), cảm xúc của con người (ví dụ như: vui, buồn, giận dữ,...) và khoa học về sinh học để phân tích hành vi của người dùng, từ đó giúp tối ưu hóa dữ liệu thu thập được, trong đó dữ liệu mà công nghệ AI thu thập vượt ra ngoài khả năng của con người. Xã hội 5.0 có sự kết hợp  giữa không gian mạng và không gian vật lý, cho phép công nghệ AI dựa trên dữ liệu lớn và robot nhằm thực hiện và hỗ trợ người dùng trong công việc. Điều này giúp giải phóng con người khỏi những công việc phức tạp hoặc không đúng chuyên môn hàng ngày. Web 5.0 tạo ra những giá trị mới bằng cách cung cấp những sản phẩm và dịch vụ cần thiết cho những người dùng có nhu cầu, từ đó tối ưu hóa toàn bộ hệ thống xã hội và tổ chức.[10]

## Thực trạng sử dụng nền tảng số của công dân kỹ thuật số

### Thực trạng sử dụng nền tảng số của công dân kỹ thuật số toàn cầu
Internet ngày càng phổ biến và đóng vai trò quan trọng trong cuộc sống của con người hiện nay. Tính đến tháng 4 năm 2020, số lượng công dân kỹ thuật số trên toàn cầu đạt gần 4,57 tỷ người, chiếm 59% dân số toàn cầu. Trung Quốc, Ấn Độ và Hoa Kỳ đứng đầu về số lượng công dân số. Internet giúp kết nối hàng tỷ người trên toàn thế giới, internet là một yếu tố cốt lõi để phát triển xã hội hiện đại. Bắc Âu có 95% tổng dân số của khu vực truy cập internet, tỷ lệ đứng đầu trên toàn cầu. Các quốc gia có tỷ lệ thâm nhập internet cao nhất trên toàn thế giới là UAE, Đan Mạch và Hàn Quốc. Mặt khác, Triều Tiên có tỷ lệ dân số thâm nhập internet thấp trên toàn thế giới.
Tính đến năm 2019, thời gian sử dụng mạng xã hội trung bình của công dân kỹ thuật số trên toàn thế giới lên tới 144 phút mỗi ngày, tỷ lệ sử dụng trên toàn cầu đạt 49%. Philippines là quốc gia có thời gian sử dụng mạng xã hội nhiều nhất với 233 phút/người/ngày và Đông Á là khu vực có tỷ lệ thâm nhập mạng xã hội 71%, đứng đầu bảng xếp hạng số lượng người sử dụng mạng xã hội trên toàn cầu. Mọi người truy cập mạng xã hội vì nhiều lý do như tìm nội dung hài hước hoặc giải trí, chia sẻ ảnh và video, nhưng chủ yếu là để giữ liên lạc với bạn bè.
Mạng xã hội có tác động lớn và đáng kể đến không chỉ các hoạt động trực tuyến mà cả hành vi ngoại tuyến và cuộc sống nói chung. Trong cuộc khảo sát người dùng trực tuyến toàn cầu vào tháng 2 năm 2019, phần lớn những người được hỏi cho rằng mạng xã hội đã tăng khả năng tiếp cận thông tin, dễ dàng kết nối và tự do ngôn luận. Tuy nhiên, họ cũng cảm thấy rằng mạng xã hội đã làm giảm đi sự riêng tư của họ, tăng sự phân cực trong chính trị và tăng sự phiền nhiễu thông tin hàng ngày.

### Thực trạng tham gia nền tảng số củathanh thiếu niên
Internet đã ngày càng phổ biến trong cuộc sống của những người trẻ tuổi. Điều này đã gây ra một số lo ngại về việc sử dụng internet có thể ảnh hưởng đến khả năng nhận thức và sức khỏe của giới trẻ. Các trang web như Myspace và Facebook đã trở nên phổ biến với giới trẻ, đây là nơi họ tham gia và kết nối với những người khác trên internet. Một báo cáo cho thấy thanh thiếu niên dành tới chín giờ một ngày trên thế giới kỹ thuật số, với phần lớn thời gian đó dành cho các trang mạng xã hội và truy cập chủ yếu từ các thiết bị di động có sẵn khiến cho việc truy cập internet với những người trẻ tuổi càng dễ dàng hơn.
Các phát hiện dưới đây về hành vi sử dụng internet của thanh thiếu niên trong độ tuổi từ 13 đến 17 được thực hiện bởi Trung tâm nghiên cứu Pew từ ngày 7 tháng 3 đến ngày 10 tháng 4 năm 2018.
Facebook không còn là mạng xã hội thanh thiếu niên sử dụng nhiều nhất
Hiện nay Facebook không còn là nền tảng trực tuyến được sử dụng nhiều nhất trong thanh thiếu niên. Thống kê cho thấy rằng thanh thiếu niên Hoa Kỳ sử dụng Facebook (51%) ít hơn so với các nền tảng khác như YouTube (85%), Instagram (72%) hoặc Snapchat (69%).
Thanh thiếu niên có nhiều quan điểm trái chiều về tác động của truyền thông xã hội đối với cuộc sống của họ
Thanh thiếu niên có nhiều quan điểm về tác động cuối cùng của những nền tảng này đối với họ. Một số lượng lớn thanh thiếu niên (45%) tin rằng mạng xã hội không có tác động tích cực cũng như tiêu cực. Trong khi đó, khoảng 31% nói rằng mạng xã hội đã có tác động chủ yếu tích cực như giúp họ giữ liên lạc, tương tác và kết nối với những người mới, truy cập dễ dàng tin tức và thông tin, kết nối với những người có chung sở thích, một công cụ giải trí tốt, cung cấp không gian để thể hiện bản thân hoặc cho phép thanh thiếu niên nhận được những hỗ trợ từ người khác hoặc tìm hiểu những điều mới trong cộng đồng.
Trong số 24% thanh thiếu niên cho rằng mạng xã hội có tác động tiêu cực đến cuộc sống của họ, lý do hàng đầu được nêu ra là: mạng xã hội đã dẫn đến nhiều vụ bắt nạt hơn và sự lan truyền nhanh chóng của tin đồn tiêu cực. Và 17% số người được hỏi cảm thấy các nền tảng này gây tổn hại đến các mối quan hệ và dẫn đến việc hạn chế tương tác với nhau của con người. Những chia sẻ tương tự cho rằng mạng xã hội mang đến cho thanh thiếu niên cái nhìn không thực tế về cuộc sống của người khác (15%) hoặc thanh thiếu niên dành quá nhiều thời gian cho mạng xã hội (14%). 12% khác chỉ trích mạng thông xã hội vì đã gây ảnh hưởng đến thanh thiếu niên khiến họ chịu áp lực bị so sánh với người khác và dẫn đến các vấn đề tâm lý.
Phần lớn thanh thiếu niên có quyền truy cập internet vào máy tính ở nhà hoặc điện thoại thông minh
Việc sở hữu điện thoại thông minh gần như phổ biến trong thanh thiếu niên, 95% thanh thiếu niên hiện nay cho biết họ có hoặc có quyền truy cập internet vào điện thoại thông minh. Trong khi 88% thanh thiếu niên cho rằng họ có quyền truy cập internet vào máy tính để bàn hoặc máy tính xách tay ở nhà, quyền truy cập internet này cũng thay đổi rất nhiều theo mức thu nhập. Khoảng 96% thanh thiếu niên có quyền truy cập internet vào máy tính tại nhà từ các hộ gia đình có thu nhập hàng năm từ 75.000 đô la trở lên, nhưng tỷ lệ đó là khoảng 75% đối với những thanh thiếu niên đến từ các hộ gia đình kiếm được dưới 30.000 đô la một năm.
Khả năng truy cập máy tính của thanh thiếu niên cũng thay đổi theo trình độ học vấn của các bậc cha mẹ. Phần lớn thanh thiếu niên có cha mẹ có bằng cử nhân trở lên có quyền truy cập internet vào máy tính hơn (chiếm 94%) so với thanh thiếu niên có cha mẹ có bằng tốt nghiệp trung học trở xuống (chiếm 78%).
Tần suất sử dụng internet của thanh thiếu niên ngày càng tăng
Khoảng 45% thanh thiếu niên nói rằng họ sử dụng internet gần như liên tục, 44% khác nói rằng họ lên mạng nhiều lần trong ngày, nghĩa là khoảng chín trong mười thanh thiếu niên cho rằng họ lên mạng nhiều lần mỗi ngày.
Có một số khác biệt về tần suất sử dụng internet của thanh thiếu niên theo giới tính, cũng như chủng tộc và sắc tộc. Khoảng 50% nữ thanh thiếu niên là người dùng trực tuyến liên tục, và tỷ lệ này là 39% đối với nam thanh thiếu niên.
Phần lớn cả nam và nữ thanh thiếu niên đều chơi trò chơi điện tử, nhưng phổ biến hơn đối với nam
Nhìn chung, 84% thanh thiếu niên nói rằng họ có quyền chơi trò chơi điện tử ở nhà và 90% cho biết họ chơi trên nhiều thiết bị: máy tính, bảng điều khiển trò chơi hoặc điện thoại di động.
Khoảng 75% các nữ thanh thiếu niên cho rằng họ có quyền truy cập vào bảng điều khiển trò chơi ở nhà và 83% cho rằng họ chơi trò chơi video trên nhiều thiết bị điện tử. Trong khi đó, khoảng 92% các nam thanh thiếu niên cho rằng họ có hoặc có quyền truy cập vào bảng điều khiển trò chơi ở nhà và 97% cho biết họ chơi trò chơi video trên nhiều thiết bị khác nhau.

## Chín yếu tố của công dân kỹ thuật số
Trong cuốn sách "Digital Citizenship in Schools", Mike Ribble và Gerald Bailey nói về cách công nghệ ảnh hưởng đến cách mọi người tương tác và khái niệm công dân kỹ thuật số trong. Các tác giả nêu ra chín yếu tố của công dân kỹ thuật số. Chín yếu tố này giúp xác định cách sử dụng công nghệ tốt nhất cho mọi công dân kỹ thuật số. Ngoài ra, mỗi công dân kỹ thuật số hiểu và thực hiện các yếu tố này còn để mỗi người:
- Lãnh đạo và hỗ trợ người khác xây dựng trải nghiệm kỹ thuật số tích cực.
- Nhận ra rằng hành động của mỗi cá nhân chúng ta có ảnh hưởng tích cực hoặc tiêu cực đến người khác.
- Tham gia môi trường kỹ thuật số vì lợi ích chung, lợi ích tốt đẹp.[17]

Chín yếu tố của công dân kỹ thuật số
1. Truy cập kỹ thuật số - quyền tham gia, truy cập kỹ thuật số đầy đủ trong xã hội:
Chúng ta đang sống trong thời đại kỹ thuật số, công nghệ cung cấp cơ hội cho số lượng lớn người giao tiếp, tương tác với nhau và môi trường kỹ thuật số cần đảm bảo rằng bất kỳ ai, bất kể nền tảng nào, đều có cơ hội bình đẳng để sử dụng các tài nguyên kỹ thuật số. Tuy nhiên không phải ai cũng có quyền truy cập kỹ thuật số vì nhiều yếu tố khác nhau như địa lý, kinh tế, tuổi tác, trình độ học vấn…của bản thân mỗi người hoặc một khu vực nào đó. Do đó, người dùng công nghệ cần nhận thức được điều này. Việc hướng tới các quyền kỹ thuật số bình đẳng và hỗ trợ quyền truy cập kỹ thuật số cho công dân toàn cầu là điểm khởi đầu của việc xây dựng môi trường cho Công dân kỹ thuật số. Giúp cung cấp và mở rộng quyền truy cập công nghệ nên là mục tiêu của tất cả các công dân số. Để trở thành công dân kỹ thuật số có ích và một môi trường kỹ thuật số tốt nhất, mỗi chúng ta cần tạo điều kiện để mọi người xung quanh đều có thể truy cập và đảm bảo rằng chính bạn sẽ không phải là nguyên nhân khiến bất kỳ ai bị từ chối quyền truy cập số. Xã hội này đang phát triển và phụ thuộc nhiều hơn vào môi trường kỹ thuật số, chính vì thế, đảm bảo quyền truy cập kỹ thuật số cho công dân toàn cầu là một điều tất yếu.
2. Thương mại điện tử - mua bán hàng trên nền tảng kỹ thuật số:
Thương mại điện tử là việc mua bán sản phẩm và dịch vụ trên nền tảng kỹ thuật số. thương mại điện tử còn đóng vai trò như các công cụ và biện pháp để hỗ trợ những người mua, người bán thực hiện giao dịch hoặc sử dụng tiền dưới bất kỳ hình thức nào trong không gian kỹ thuật số. Mua bán sản phẩm và dịch vụ qua Internet hiện nay cũng đang trở nên phổ biến như hình thức mua bán truyền thống và người dùng công nghệ cần hiểu rằng phần lớn nền kinh tế thị trường đang được thực hiện trên nền tảng kỹ thuật số. thương mại điện tử và hành vi mua, bán trực tuyến đã mở ra rất nhiều cơ hội để làm giàu cho mỗi cá nhân. Tuy nhiên, người mua và người bán khi thực hiện các giao dịch nên chú ý đến tính hợp pháp của cả mặt hàng mua, bán và cần nắm bắt, hiểu rõ thông tin về sản phẩm, dịch vụ sẽ được trao đổi, mua bán. Đây là một vấn đề rất quan trọng trong môi trường kỹ thuật số để bảo vệ quyền và lợi ích của mỗi công dân kỹ thuật số. Ngoài ra, người giao dịch qua thương mại điện tử càng nên thận trọng hơn do vấn đề rủi ro tài chính và mất an toàn có thể xảy ra bất cứ lúc nào. Mọi công dân kỹ thuật số nên tránh tiết lộ thông tin cá nhân quan trọng khi tiến hành mua bán, đặt hàng vì chính việc đưa thông tin đó vào không gian ảo sẽ tạo điều kiện cho các cá nhân phi đạo đức, những người truy cập với mục đích xấu sẽ truy cập thông tin này và khả năng cao sẽ gây ra tổn hại, ảnh hưởng về nhiều mặt khác như tài chính, danh dự, nhân phẩm...cho các cá nhân đã để lộ thông tin.
3. Giao tiếp kỹ thuật số - trao đổi thông tin trên môi trường kỹ thuật số:
Giao tiếp kỹ thuật số là hành động sử dụng các thiết bị hoặc mạng kỹ thuật số của bất kỳ công dân nào để liên lạc, tương tác với nhau và tham gia vào các giao dịch thương mại mọi lúc mọi nơi. Trong thế kỷ 21, các tùy chọn liên lạc bùng nổ giúp các công dân kỹ thuật số dễ dàng kết nối với nhau hơn, mọi người đều có cơ hội giao tiếp và cộng tác với bất cứ ai từ bất cứ đâu và vào bất cứ lúc nào thông qua nhiều phương tiện bao gồm tin nhắn văn bản trên điện thoại, các mạng xã hội như facebook, zalo, twitter, điện thoại di động, email.... Tuy nhiên, khi lựa chọn các tùy chọn giao tiếp số, nếu người dùng không đưa ra quyết định đúng đắn và phù hợp sẽ khiến mọi người dễ dàng gặp rủi ro vì bất kỳ tin nhắn nào cũng có thể bị xâm phạm bởi các đối tượng xấu. Ngoài ra, các nội dung mỗi người tương tác trên các nền tảng kỹ thuật số đều được lưu giữ vĩnh viễn trên không gian mạng, ngay cả khi nội dung đó đã bị xóa. Chính vì thế, người dùng kỹ thuật số phải được dạy các kỹ năng giao tiếp phù hợp để đảm bảo an toàn cho bản thân khi tương tác trên không gian kỹ thuật số.
4. Trình độ kỹ thuật số - quá trình dạy và học về công nghệ và sử dụng công nghệ:
Trình độ kỹ thuật số đề cập đến khả năng tìm kiếm và soạn thảo thông tin của một cá nhân trên các nền tảng kỹ thuật số khác nhau. Trình độ kỹ thuật số được đánh giá bằng ngữ pháp, bố cục, kỹ năng đánh máy và khả năng soạn thảo văn bản, thiết kế hình ảnh, âm thanh của một cá nhân bằng các thiết bị công nghệ. Ngày nay, công nghệ tiến bộ nhanh chóng và có những thay đổi đáng kể xảy ra gần như hàng ngày. Các công nghệ mới đang được sử dụng tại nơi làm việc lại không được dạy và sử dụng trong các trường học và cũng không giống nhau giữa các lĩnh vực. Ngoài ra, người lao động trong nhiều ngành nghề khác nhau cần nắm bắt thông tin ngay lập tức. Quá trình này đòi hỏi các kỹ năng tìm kiếm và xử lý thông tin. Vì điều này, người dùng công nghệ phải nhận thức được các thay đổi và sẵn sàng khám phá các tài nguyên mới, họ cần được dạy và có ý thức tự học hỏi cách sử dụng công nghệ mới đối với họ mọi thứ, mọi lúc, mọi nơi một cách nhanh chóng và phù hợp.
5. Nghi thức giao tiếp kỹ thuật số - tiêu chuẩn về hành vi, thủ tục:
Nghi thức kỹ thuật số đề cập đến các tiêu chuẩn ứng xử, hành vi, quy trình mà mỗi công dân cần có để sử dụng kỹ thuật số có trách nhiệm và phù hợp cho cả cá nhân mình và người khác. Người sử dụng công nghệ nên tuân thủ nguyên tắc cơ bản là "Đối xử với người khác theo cách bạn muốn được đối xử", "Tôn trọng người khác và tôn trọng chính mình" trong mọi giao tiếp trực tuyến với người khác. Chúng ta thường sẽ nhận ra hành vi không chuẩn mực khi những thành viên kỹ thuật số khác thực hiện hành vi đó bởi vì ta chưa biết đến các nghi thức số (hành vi phù hợp) trước khi sử dụng công nghệ. Thông thường các quy tắc, quy định khi sử dụng công nghệ được tạo ra chỉ đơn giản là để ngăn chặn các hoạt động không phù hợp trong môi trường kỹ thuật số nhưng chỉ với các quy định này là chưa đủ. Mọi người cần được giáo dục để trở thành công dân kỹ thuật số có trách nhiệm và tuân thủ các quy tắc của từng cộng đồng để đảm bảo an toàn trực tuyến và bảo mật cá nhân tốt nhất.
6. Luật kỹ thuật số - trách nhiệm cho các hành động trên môi trường kỹ thuật số:
Luật kỹ thuật số đề cập đến trách nhiệm, đạo đức đối với các hành vi trên môi trường kỹ thuật số và việc tạo ra các quy tắc, chính sách giải quyết các vấn đề liên quan đến môi trường này. Luật này còn liên quan đến việc đảm bảo tải xuống và chia sẻ thông tin thích hợp từ các thiết bị  kỹ thuật số và cả các vấn đề về bản quyền, đạo văn. Giống thế giới thực, thế giới trực tuyến đã phải tạo ra các bộ luật để bảo vệ những công dân kỹ thuật số này khỏi bị tổn hại. Sử dụng công nghệ một cách đạo đức là tuân thủ pháp luật, quy định của môi trường này. Sử dụng một cách phi đạo đức là trộm cắp hoặc xâm nhập thông tin của người khác, tải nhạc bất hợp pháp, ăn cắp ý tưởng, tạo ra virus phá hoại, gửi thư rác, đánh cắp nhận dạng hay tài sản của bất cứ ai. Người dùng cần hiểu rằng ăn cắp, gây thiệt hại tới công việc, danh tính, tài sản trực tuyến của người khác là một hình thức phạm tội và mỗi công dân kỹ thuật số cần nhận thức, thực hiện đúng những quy tắc này.
7. Quyền và trách nhiệm kỹ thuật số - các quyền tự do được mở rộng cho mọi người trong thế giới số:
Quyền và trách nhiệm kỹ thuật số là những yêu cầu và quyền tự do được mở rộng cho mọi người trong thế giới kỹ thuật số. Người dùng thông tin kỹ thuật số có quyền truy cập, tải xuống, đăng và sử dụng thông tin trên các trang web mà không sợ bị phá hoại trong khi sử dụng. Giống như Hiến pháp trong thế giới thực, có một bộ quyền cơ bản được mở rộng cho mọi công dân số. Các quyền về kỹ thuật số cơ bản được đề ra, thảo luận và được hiểu trong thế giới kỹ thuật số. Các thành viên cộng đồng trực tuyến có quyền riêng tư, tự do ngôn luận và giao tiếp, nhưng mỗi công dân kỹ thuật số không được can thiệp và gây ảnh hưởng vào quyền của người khác. Những quyền này cũng đi kèm với trách nhiệm. Trách nhiệm của mỗi người là tôn trọng quyền của người khác.
8. Sức khỏe kỹ thuật số - sức khỏe về thể chất và tâm lý trong thế giới kỹ thuật số:
Sức khỏe kỹ thuật số đề cập đến sự khỏe mạnh về thể chất và tâm lý trong một thế giới kỹ thuật số. Thế giới kỹ thuật số cung cấp nhiều tiện ích và sự thích thú cho người dùng, nếu người dùng biết cách sử dụng phù hợp với nhu cầu thì đây là chìa khóa cho một cuộc sống cân bằng, lành mạnh. Công dân kỹ thuật số cần nhận thức được các tác động vật lý như thị lực bị suy giảm, hội chứng căng thẳng lặp lại, sai tư thế... có thể dẫn đến khuyết tật về thể chất. Việc tập trung kéo dài vào các trang web kỹ thuật số có thể khiến mọi người tự cô lập và bỏ quên các nhiệm vụ hoặc trách nhiệm. Ngoài các vấn đề về thể chất, những vấn đề tâm lý cũng đang trở nên phổ biến hơn như là nghiện Internet. Người dùng cần được giáo dục rằng công nghệ vốn có những mối nguy hiểm. Hiểu được các tác động xấu có thể có của việc sử dụng công nghệ, người dùng nên tự học cách sử dụng công nghệ có trách nhiệm với sức khỏe của bản thân.
9. Bảo mật kỹ thuật số - các biện pháp phòng ngừa để đảm bảo an toàn khi hoạt động trên môi trường kỹ thuật số:
Mặc dù các nền tảng kỹ thuật số cung cấp cho mọi công dân các cơ hội để truy cập các nguồn thông tin và các nền tảng này có vẻ an toàn. Tuy nhiên trong bất kỳ xã hội nào đều có những cá nhân phá hoại hoặc gây rối cho người khác. Và người dùng thường bỏ qua thực tế rằng họ có thể chịu mọi rủi ro từ các tin nhắn mà họ gửi vì các tin nhắn này sẽ được bảo quản vĩnh viễn trong không gian ảo, ngay cả khi họ xóa nó. Việc lưu giữ tin nhắn trong không gian kỹ thuật số trở nên đặc biệt nguy hiểm nếu tin nhắn có chứa thông tin cá nhân như mật khẩu cho tài khoản trực tuyến, thẻ ngân hàng hoặc thẻ tín dụng, điều này có thể là khe hở cho cá nhân phá hoại xâm nhập thông tin riêng tư và trục lợi. Mọi người sẽ tự chịu rủi ro khi họ đăng nhập vào các trang web không bảo mật và cung cấp thông tin, các thông tin này được các nhà quản trị trang web sử dụng để vì mục đích thương mại. Dường như ẩn danh khi nói chuyện với người lạ trong không gian kỹ thuật số thường khiến người dùng lầm tưởng về sự an ninh và an toàn của mình, người dùng phải nhận thức được những nguy hiểm này. Là những công dân có trách nhiệm, chúng ta phải bảo vệ thông tin của mình khỏi các lực lượng bên ngoài có thể gây rối hoặc tổn hại bằng cách nhận thức được những thông tin cá nhân nào được chia sẻ và cách nào để theo dõi, bảo vệ danh tính, thông tin cá nhân thường xuyên và liên tục.

## Ba nguyên tắc của công dân kỹ thuật số
Chín yếu tố của công dân kỹ thuật số không độc lập mà liên quan với nhau theo nhiều cách. Chín yếu tố đó được phân loại thành ba nguyên tắc được gọi tắt là REP: tôn trọng (Respect), giáo dục (Educate) và bảo vệ (Protect). Ba nguyên tắc này được Mark Ribble phát triển để hướng dẫn người dùng kỹ thuật số biết được quyền và cách sử dụng công nghệ có trách nhiệm để trở thành công dân kỹ thuật số tốt.
1. Tôn trọng: tượng trưng cho sự tôn trọng bản thân và người khác, nó bao gồm các yếu tố được sử dụng để tôn trọng người dùng kỹ thuật số khác:
  - Nghi thức: cần hiểu cách sử dụng công nghệ của họ ảnh hưởng như thế nào đến người khác.   
  - Truy cập: Không phải ai cũng có cơ hội sử dụng kỹ thuật số như nhau, cho dù vấn đề là vật chất, kinh tế xã hội hay địa điểm. Những người có quyền truy cập nhiều hơn vào công nghệ cần giúp đỡ những người không có.  
  - Pháp luật: Việc dễ dàng sử dụng các công cụ trực tuyến đã cho phép một số người ăn cắp, quấy rối và gây ra vấn đề cho người khác. Người dùng cần biết họ không thể lấy nội dung mà không được phép hoặc ít nhất là phải cung cấp tín dụng cho những người đã tạo ra nội dung đó.
2. Giáo dục: là giáo dục bản thân và cả giáo dục người khác, bao gồm các yếu tố được dùng để tìm hiểu về cách sử dụng phù hợp của thế giới kỹ thuật số
  - Trình độ học vấn: người dùng công nghệ phải nhận thức được các thay đổi và sẵn sàng khám phá các tài nguyên mới, họ cần được dạy và có ý thức tự học hỏi cách sử dụng công nghệ mới mọi lúc, mọi nơi một cách nhanh chóng và phù hợp.
  - Giao tiếp: Sử dụng email, văn bản hoặc phương tiện truyền thông xã hội có thể không phải là phương pháp tốt nhất để tương tác với ai đó. Mỗi chúng ta cần suy nghĩ về nội dung trước, sau đó là phương pháp, cách thức và đối tượng giao tiếp phù hợp.  
  - Thương mại: Công nghệ cho phép chúng ta mua và bán trên toàn cầu nhưng nên cẩn thận về việc chia sẻ thông tin cá nhân và thẻ tín dụng bởi vì thương mại trực tuyến luôn đi kèm với rủi ro.
3. Bảo vệ: bảo vệ bản thân và bảo vệ người khác bao gồm các yếu tố được sử dụng để duy trì an toàn trong thế giới kỹ thuật số và phi kỹ thuật số.
  - Quyền lợi và trách nhiệm: Các thành viên cộng đồng trực tuyến có quyền riêng tư, tự do ngôn luận và giao tiếp, nhưng các quyền này không được can thiệp vào quyền của người khác. Trách nhiệm của mỗi người là tôn trọng quyền của người khác.
  - Bảo mật: Mọi người có trách nhiệm bảo vệ các công cụ và dữ liệu của mình bằng cách sử dụng phần mềm và ứng dụng bảo vệ chúng khỏi những kẻ xâm nhập trực tuyến. Khi tất cả chúng ta được kết nối với nhau thì mỗi người đều có trách nhiệm bảo mật thông tin.
  - Sức khỏe và giữ gìn sức khỏe: Cần phải có sự cân bằng giữa thế giới trực tuyến và thế giới thực. Chúng ta nên thiết lập giới hạn thời gian sử dụng công nghệ và dành thời gian nhiều hơn với bạn bè và gia đình.[32][33]

## Giáo dục công dân kỹ thuật số
Trong những năm qua, đã có một sự thay đổi lớn, người dùng chuyển từ công dân kỹ thuật số sang lãnh đạo kỹ thuật số và tạo ra tác động lớn hơn đối với các tương tác trực tuyến. Công dân kỹ thuật số tiếp cận theo cách có trách nhiệm và đạo đức nhưng vẫn còn thụ động, tuy nhiên lãnh đạo kỹ thuật số lại có cách tiếp cận chủ động hơn, bao gồm "sử dụng internet và phương tiện truyền thông xã hội để cải thiện chất lượng cuộc sống của mình và người khác" như một phần của cuộc sống hàng ngày.
Một số nhà phê bình nói rằng: Giống như sự đồng cảm có thể được lan truyền đến một số lượng lớn các cá nhân thì sự thù hận cũng vậy. Mặc dù Liên Hợp Quốc và các nhóm cộng đồng đã thành lập các mặt trận chống lại phát ngôn thù hận, nhưng không có định nghĩa pháp lý nào về ngôn từ kích động thù địch được sử dụng trên phạm vi quốc tế và cần phải nghiên cứu thêm về tác động của nó.
Các xu hướng và mục tiêu của giáo dục công dân kỹ thuật số bao gồm: Dấu chân kỹ thuật số; Kiến thức kỹ thuật số; Hiểu biết thông tin; Bản quyền, tôn trọng sở hữu trí tuệ, sự ghi nhận; Sức khỏe và giữ gìn sức khỏe; Trao quyền phát ngôn cho công dân; An toàn, bảo mật và quyền riêng tư; Giáo dục tính cách, đạo đức; Nuôi dạy thế hệ tương lai. Những mục tiêu này được phân chia thành nội dung của các kỹ năng cần thiết, văn hóa ứng xử và khả năng bảo vệ an toàn trên nền tảng kỹ thuật số mà mỗi công dân kỹ thuật số cần phải học hỏi và đạt được.

### Những kỹ năng cần thiết của công dân kỹ thuật số[36]
Công dân kỹ thuật số trong thời đại công nghệ phát triển hiện nay cần rất nhiều kỹ năng cần thiết để thực hiện các hoạt động hiệu quả trên nền tảng kỹ thuật số. Dựa trên nghiên cứu và đánh giá của DQ Institute, danh tính kỹ thuật số, quản lý thời gian tiếp xúc với màn hình, quản lý bắt nạt trên mạng, quản lý an ninh mạng, quản lý bảo mật, tư duy phê phán, dấu chân kỹ thuật số và cảm thông kỹ thuật số là 8 kỹ năng cần thiết mà mỗi công dân cần phải có.
- Danh tính công dân kỹ thuật số

Danh tính công dân kỹ thuật số đề cập đến việc mỗi công dân cần có kỹ năng xây dựng và quản lý những thông tin liên quan đến danh tính thực tế của bản thân trong thế giới kỹ thuật số; ví dụ: ngày sinh, địa chỉ, số điện thoại,.... Những thông tin này có khả năng giúp người dùng trên nền tảng công nghệ nhận diện lẫn nhau. Khi một người dùng chia sẻ quá nhiều thông tin liên quan đến danh tính có thể gây ra nhiều rủi ro. Một trong những rủi ro được biết đến là việc kẻ xấu đánh cắp thông tin và mạo danh nhằm thực hiện các hành vi lừa đảo trục lợi, đăng tải bài viết có nội dung khiêu dâm, khiêu khích, đăng tải các thông tin giả mạo, khiến uy tín và danh dự của người dùng bị ảnh hưởng nghiêm trọng.
Do vậy, một công dân kỹ thuật số cần có kỹ năng quản lý danh tính để có thể bảo vệ dữ liệu cá nhân an toàn trong môi trường kỹ thuật số.
- Quản lý thời gian tiếp xúc với màn hình

Quản lý thời gian tiếp xúc với màn hình đề cập đến kỹ năng quản lý cuộc sống của công dân kỹ thuật số, cân bằng giữa môi trường trực tuyến và ngoại tuyến.
Công nghệ kỹ thuật số hỗ trợ mọi người làm việc hiệu quả và tương tác với nhau mọi lúc mọi nơi. Tuy nhiên, việc người dùng tiếp xúc quá thường xuyên với các thiết bị, phương tiện kỹ thuật số có thể gây ra một số rủi ro về sức khỏe và công việc; ví dụ như: tình trạng mệt mỏi, giảm thị lực, đau cổ, nhức đầu, giảm năng suất làm việc,.... Một công dân kỹ thuật số nên có khả năng quản lý thời gian tiếp xúc với màn hình để đảm bảo sức khỏe tinh thần và thể chất đồng thời nâng cao năng suất làm việc.
- Quản lý bắt nạt trên mạng

Bắt nạt trên mạng là hành vi cố ý gây tổn thương cho người khác thông qua môi trường kỹ thuật số. Người bắt nạt có thể vào tham gia bình luận, chia sẻ nội dung mang tính tiêu cực nhằm làm đối tượng bị bắt nạt cảm thấy đau khổ, hổ thẹn, nhục nhã, chán nản, trầm cảm,… thậm chí là tự tử. Bắt nạt trên mạng nguy hiểm hơn so với bắt nạt ngoài thực tế bởi người bắt nạt trên nền tảng kỹ thuật số có thể che giấu danh tính của bản thân và lôi kéo đám đông cùng bắt nạt một cách nhanh chóng.
Bắt nạt trên mạng được xem như một vấn đề phổ biến của người dùng, đặc biệt là thanh thiếu niên khi sử dụng internet và các phương tiện công nghệ. Các hành vi bắt nạt xảy ra trong không gian mạng thông qua các hình thức như bằng tin nhắn văn bản, gửi hình ảnh, video clip bắt nạt qua điện thoại di động, email, mạng xã hội....
Một môi trường trực tuyến lành mạnh được tạo ra khi mỗi công dân kỹ thuật số đều có khả năng xác định, quản lý và giảm thiểu các rủi ro bắt nạt, đe dọa, quấy rối,...trên môi trường kỹ thuật số bằng cách phát triển nhận thức xã hội, kỹ năng ra quyết định, giao tiếp và ứng xử hiệu quả. Công dân kỹ thuật số khi có được các kỹ năng này sẽ biết cách làm thế nào để bản thân tránh bị bắt nạt trên mạng và có những biện pháp ứng phó hiệu quả.
- Quản lý an ninh mạng

Công dân kỹ thuật số khi tham gia vào môi trường trực tuyến có thể gặp phải những đe dọa khác nhau như bị hacker tấn công, lừa đảo trên mạng, phần mềm độc hại,.... Công dân kỹ thuật có kỹ năng quản lý an ninh mạng có thể phát hiện các mối đe dọa trên mạng, từ đó đề ra các biện pháp bảo vệ dữ liệu cá nhân, thiết bị kỹ thuật số. Bằng cách sử dụng các công cụ bảo mật an toàn như mật khẩu, tường lửa, ứng dụng chống phần mềm độc hại, nhiều người dùng đã có thể phòng ngừa và loại bỏ các mối đe dọa này mà không làm ảnh hưởng đến dữ liệu và thiết bị.  Bên cạnh đó, công dân kỹ thuật số cũng cần đề cao cảnh giác đối với các hành vi làm tổn hại đến dữ liệu và thiết bị của mình và mạnh dạn xử lý khi gặp vấn đề.
- Quản lý bảo mật

Quản lý bảo mật đề cập đến kỹ năng xử lý một cách thận trọng tất cả thông tin cá nhân được chia sẻ trực tuyến nhằm bảo vệ quyền riêng tư của bản thân công dân kỹ thuật số và những người khác. Cách sử dụng, lưu trữ, xử lý và chia sẻ thông tin cá nhân trong nền tảng kỹ thuật số kết hợp với các công cụ bảo mật giúp công dân kỹ thuật số bảo vệ thông tin của mình trước nguy cơ bị kẻ xấu đánh cắp dữ liệu nhằm phỉ báng và bôi nhọ danh dự, nhân phẩm. Ngoài ra, công dân cũng cần tôn trọng quyền riêng tư và thông tin cá nhân của người khác và coi đây là tài sản giá trị đáng được bảo vệ.
- Tư duy phản biện

Tư duy phản biện đề cập đến kỹ năng tìm kiếm, phân tích, đánh giá những thông tin trên các nền tảng trực tuyến của một công dân kỹ thuật số. Nền tảng trực tuyến đang ngày càng phát triển đem đến cho người dùng lượng thông tin vô cùng lớn (bao gồm cả thông tin tốt, đáng tin cậy và thông tin xấu, không đáng tin cậy, thông tin sai lệch). Người dùng cần có khả năng sử dụng máy tính, phần mềm, ứng dụng thành thạo cũng như hiểu rõ nhu cầu thông tin, điều hướng hiệu quả, đánh giá phê bình và tổng hợp thông tin đảm bảo quá trình thu thập, sắp xếp nội dung, phân biệt thông tin có ích hiệu quả hơn. Trong quá trình đó, người dùng phải cẩn thận chọn lọc những thông tin cũng như đánh giá về độ tin cậy của những thông tin đó.
- Dấu chân điện tử

Dấu chân điện tử không chỉ xuất hiện khi người dùng chủ động tham gia vào quá trình sản xuất nội dung, chia sẻ ý tưởng của cá nhân trên các trang truyền thông (chủ động) mà chúng còn ghi lại hoạt động trên các trang mạng internet một cách tự động trong khi người dùng cũng không biết (thụ động). Dấu chân điện tử còn đề cập đến khả năng hiểu rõ bản chất, ảnh hưởng thực tế của dấu chân điện tử để quản lý chúng một cách có trách nhiệm.
Mọi hành vi của người dùng trên nền tảng trực tuyến đều được số hóa thành dữ liệu người dùng. Từng hành động và bước đi của người dùng đều được ghi lại và lưu trữ trên hệ thống, ví dụ như các hoạt động tương tác (like, share, comment,...), click quảng cáo, lịch sử giao dịch ATM, mua hàng, tìm kiếm.... Các thông tin cá nhân này có thể được thu thập khi người dùng sử dụng công cụ tìm kiếm và trở thành nguồn dữ liệu phục vụ lợi ích cho các bên quan tâm, ví dụ như: các doanh nghiệp thu thập dữ liệu dấu chân điện tử để cho ra các chiến lược truyền thông.
- Đồng cảm kỹ thuật số

Đồng cảm kỹ thuật số cung cấp cho công dân kỹ thuật số khả năng nhận thức và bày tỏ cảm xúc, nhu cầu trực tuyến của bản thân đối với xã hội.
Trong thời đại hiện nay, ngoài thế giới thực, môi trường trực tuyến còn trở thành nơi mọi người có thể chia sẻ thông tin, tương tác, bày tỏ quan điểm, cảm xúc cho nhau. Công dân kỹ thuật số khi tham gia vào môi trường này phải hiểu và nhận thức được các tương tác trực tuyến của họ ảnh hưởng như thế nào đến người khác. Công dân cần nhạy cảm hơn đối với cảm xúc và tôn trọng quan điểm của người khác bằng cách kiểm soát và điều chỉnh tương tác, phản hồi phù hợp.

### Văn hóa ứng xử[50]
- Tôn trọng và có trách nhiệm với bản thân

Internet cung cấp môi trường và phương tiện giúp mọi người kết nối với nhau. Tuy nhiên, mỗi công dân kỹ thuật số cần nhận thức được rằng đôi khi internet thiếu bảo mật thông tin và người dùng nên đăng tải thông tin có chọn lọc, tránh ảnh hưởng đến chính mình.
Một công dân kỹ thuật số khi hoạt động trên nền tảng trực tuyến cần thực hiện các tương tác và cung cấp thông tin có chừng mực. Trước khi đăng tải điều gì đó lên môi trường kỹ thuật số, người dùng nên xác định nội dung đăng tải có đủ tính xác thực hay không, hình ảnh có mang tính khiêu khích người khác hay tiết lộ quá mức thông tin về bản thân hay không. Trong một số trường hợp, các từ ngữ hoặc hình ảnh do người dùng đăng tải lên môi trường trực tuyến có thể lan truyền tới cả những đối tượng không mong muốn. Trường hợp này xảy ra bởi những trang mạng trực tuyến như Twitter, blog, Facebook,.. có sự tham gia của đông đảo mọi người, do đó thông tin được đăng tải có thể bị người khác sử dụng theo hướng tiêu cực gây ảnh hưởng tới người dùng, ví dụ như bắt nạt và lạm dụng trực tuyến. Một khi gặp phải tình trạng này, người dùng cần phải giữ bình tĩnh, tỉnh táo giải quyết bằng cách ghi lại bằng chứng, báo cáo lạm dụng cho người điều hành trang web và các cơ quan có thẩm quyền.
- Tôn trọng và có trách nhiệm với người khác

Mỗi người dùng đăng tải hình ảnh, từ ngữ hay bất cứ thông tin gì lên các môi trường kỹ thuật số đều có thể ảnh hưởng lâu dài đến người khác. Một công dân kỹ thuật số văn minh cần nhận thức rõ điều này cũng như có trách nhiệm và tôn trọng đối với người khác. Trong thời điểm hiện nay, việc đăng tải một nội dung lên nền tảng kỹ thuật số là điều dễ dàng và những nội dung này cũng có thể bị lợi dụng để lan truyền tin đồn một cách tiêu cực. Khi gặp phải trường hợp này, người dùng có thể cân nhắc báo cáo lạm dụng và khuyến khích mọi người tôn trọng người bị ảnh hưởng trong các cuộc thảo luận trực tuyến.
Mỗi công dân kỹ thuật số nên sáng suốt lựa chọn những trang web lành mạnh, tránh những tin đồn, phân biệt chủng tộc, trang web khiêu dâm,…nhằm ngăn cản sự tồn tại và phổ biến của chúng đến với mọi người. Khi gặp phải những trang web như vậy, chúng ta có thể dùng báo cáo không phù hợp, lạm dụng trong mục "Báo cáo lạm dụng" trên các trang web xã hội và không chuyển tiếp các nội dung có ý xúc phạm.
- Tôn trọng và có trách nhiệm với tài sản

Các nền tảng kỹ thuật số thực sự là một không gian chia sẻ thông tin, tài liệu rộng lớn. Các tài liệu được tác giả dành thời gian, công sức và kinh nghiệm của họ để tạo nên và chia sẻ miễn phí (hoặc có phí). Do đó, mỗi công dân kỹ thuật số cần tôn trọng đối với tất cả những tài sản trí tuệ này.
Các tài sản trí tuệ có thể là phần mềm, văn học, âm nhạc, phim ảnh,… Nếu người dùng không đồng ý với giá cả để sở hữu chúng, họ sẽ tìm nhiều cách khác (bao gồm hình thức sao chép) để sử dụng nó miễn phí mà không vi phạm pháp luật. Tuy nhiên, những hành vi này là vi phạm bản quyền và là hành vi trộm cắp. Một công dân kỹ thuật số văn minh không nên thực hiện những hành vi trên; thay vào đó nên tìm các phiên bản tài sản trí tuệ có giá rẻ hơn hoặc miễn phí.

### An toàn trên nền tảng kỹ thuật số
Trong môi trường kỹ thuật số, các thông tin được đông đảo người dùng chia sẻ với nhiều chủ đề đa dạng trong cuộc sống. Khi tham gia vào môi trường này, chúng ta có thể có được nhiều thông tin bổ ích đồng thời chia sẻ lên thông tin của cá nhân. Tuy nhiên, mỗi công dân kỹ thuật số cần đề cao cảnh giác với các mối nguy hại tiềm ẩn xung quanh quyền riêng tư. Các nguy cơ lộ thông tin danh tính, bí mật tài sản hay bị hacker tấn công thông tin của người dùng,... và các thông tin này có thể bị kẻ xấu lợi dụng với mục đích xấu bất cứ lúc nào.
Để bảo vệ chính mình an toàn trên nền tảng kỹ thuật số, công dân kỹ thuật số cần cẩn thận trong quá trình hoạt động trên môi trường trực tuyến, tăng cường biện pháp bảo mật như tạo mật khẩu bảo vệ mạnh mẽ, xây dựng tường lửa, cài đặt các phần mềm chống virus,....